# فرانك إل. فيش
فرانك إل. فيش هو قاضي وسياسي أمريكي، ولد في 17 سبتمبر 1863، وتوفي في 7 سبتمبر 1927. انتخب عضو مجلس نواب فيرمونت ‏.